# Sarah Mellon
Sarah Mellon (1903–1965) era la sobrina de Andrew W. Mellon, Ministro de Hacienda (durante la Gran Depresión).
Al igual que su hermano, R.K. Mellon, fue declarada heredera de la fortuna familiar, incluyendo Mellon Bank e inversiones mayores en Gulf Oil y Alcoa. Su hijo, Richard Mellon Scaife, es propietario y editor del Pittsburgh Tribune-Review.